# Trachytes baloghi
Trachytes baloghi – gatunek roztocza z kohorty żukowców i rodziny Trachytidae.
Gatunek ten został opisany w 1969 roku przez W. Hirschmanna i I. Zirngiebl-Nicola.
Żukowiec osiągający 680–700 μm długości idiosomy, której brzuszna strona podzielona jest na tarczkę piersiową, wentrianalną i inguinalną. Samica o tarczce genitalnej ze spiczastymi kątami przedniobocznymi, wypukłą tylną krawędzią i wyraźną rzeźbą złożoną z owalnych porów. Boczne części jej szerokiego ciemienia są żeberkowane.
Deutonimfy osiągają 520–575 μm długości idiosomy. Tarczkę piersiową mają z zakrzywioną, urzeźbioną linią między przednim brzegiem a pierwszą parą szczecin. Ich otwór odbytowy położony jest pośrodku zaokrąglonej tarczki wentrianalnej. Wyraźne, owalne pory obecne są na środkowym odcinku przedniej krawędzi tarczki analnej.
Roztocz ten preferuje ciepłe i suche siedliska. Częsty w kserofilnych dąbrowach, lasostepach i łąkach kserotermicznych w pobliżu tych siedlisk.
Gatunek znany z Rumunii, Węgier i Słowacji.